# Xanthorhoe mecoterma
Xanthorhoe mecoterma är en fjärilsart som beskrevs av Louis Beethoven Prout 1938. Xanthorhoe mecoterma ingår i släktet Xanthorhoe och familjen mätare. Inga underarter finns listade i Catalogue of Life.